# Zapotèque de San Agustín Mixtepec
Ne doit pas être confondu avec Zapotèque de Mixtepec ou Zapotèque d'Asunción Mixtepec.
Le zapotèque de San Agustín Mixtepec est une variété de la langue zapotèque parlée dans l'État de Oaxaca, au Mexique.

## Localisation géographique
Le zapotèque de San Agustín Mixtepec est parlé dans la ville de San Agustín Mixtepec du district de Miahuatlán (en), dans l'État de Oaxaca, au Mexique,.